# Ligue mondiale de volley-ball 1997
Navigation
Édition précédente Édition suivante
Ligue mondiale de volley-ball 1997

## Tour intercontinental

### Poule A
| Équipes   | Pts | Joués | Gagnés | Perdus | SP | SC |
| Brésil    | 22  | 12    | 11     | 1      | 34 | 9  |
| Bulgarie  | 18  | 12    | 9      | 3      | 29 | 16 |
| Argentine | 8   | 12    | 4      | 8      | 20 | 25 |
| Japon     | 0   | 12    | 0      | 12     | 3  | 36 |

### Poule B
| Équipes     | Pts | Joués | Gagnés | Perdus | SP | SC |
| Italie      | 20  | 12    | 10     | 2      | 34 | 13 |
| Yougoslavie | 20  | 12    | 8      | 4      | 29 | 15 |
| Espagne     | 16  | 12    | 4      | 8      | 18 | 30 |
| Chine       | 13  | 12    | 2      | 10     | 8  | 31 |

### Poule C
| Équipes      | Pts | Joués | Gagnés | Perdus | SP | SC |
| Cuba         | 22  | 12    | 11     | 1      | 35 | 6  |
| Pays-Bas     | 18  | 12    | 9      | 3      | 28 | 17 |
| Russie       | 4   | 12    | 2      | 10     | 14 | 30 |
| Corée du Sud | 4   | 12    | 2      | 10     | 8  | 32 |

## Tournoi final (MoscouRussie)
| Équipes  | Pts | Joués | Gagnés | Perdus | SP | SC |
| Italie   | 7   | 3     | 1      | 0      | 10 | 4  |
| Cuba     | 7   | 4     | 3      | 1      | 10 | 5  |
| Pays-Bas | 7   | 4     | 3      | 1      | 9  | 8  |
| Russie   | 6   | 4     | 1      | 3      | 8  | 8  |
| Brésil   | 5   | 4     | 1      | 3      | 3  | 9  |
| Bulgarie | 4   | 4     | 0      | 4      | 6  | 12 |

### Finales
- Finale 3-4 :  Russie 3-0  Pays-Bas (15-8 15-12 15-8)
- Finale 1-2 :  Italie 3-0  Cuba (15-8 15-5 15-10)

## Classement final
| Place              | Équipe       |
| ------------------ | ------------ |
| Médaille d'or      | Italie       |
| Médaille d'argent  | Cuba         |
| Médaille de bronze | Russie       |
| 4                  | Pays-Bas     |
| 5                  | Brésil       |
| 6                  | Bulgarie     |
| 7                  | Yougoslavie  |
| 8                  | Argentine    |
| 9                  | Espagne      |
| 10                 | Chine        |
| 11                 | Corée du Sud |
| 12                 | Japon        |

## Distinctions individuelles
- Meilleur marqueur : Guido Görtzen  Pays-Bas
- Meilleur attaquant : Bas Van de Goor  Pays-Bas
- Meilleur central : Ihosvany Hernandez  Cuba
- Meilleur serveur : Ramon Gato  Cuba